# Geheimes Conseil in Weimar
Geheimes Conseil oder Geheimes Consilium (deutsch Geheimer Rat) war das höchste politische und gerichtliche Gremium im Herzogtum Sachsen-Weimar-Eisenach der Frühen Neuzeit. Es unterstand direkt dem Herzog und war die zentrale Behörde des Herzogtums, die allen sonstigen Behörden sowie auch der Herzogin-Anna-Amalia-Bibliothek vorstand.
Das Gremium wurde 1756 unter Herzog Ernst August II. eingerichtet.
Ab 1743 bestanden kurzlebige Vorgängereinrichtungen.
Der Versammlungsort war von 1743 bis 1803 im Westflügel des Roten Schlosses.
In diesem Gremium wurden nicht nur alle wichtigen politischen Entscheidungen im Staat getroffen, sondern auch Beschlüsse gefasst, die zur Hinrichtung bei Kapitalverbrechen führten. Bekannt hierbei ist unter anderem der Fall der wegen Kindsmords hingerichteten Johanna Catharina Höhn in Sachsen-Weimar-Eisenach. Der Fall wiederum ging als Gretchentragödie in Goethes Faust in die Weltliteratur ein. Bekanntestes Mitglied des Gremiums war Johann Wolfgang Goethe.

## Bekannte Mitglieder
- Heinrich von Bünau (1697–1762), Staatsmann und Historiker
- Johann Poppo von Greiner (1708–1772), Oberaufseher der Herzogin-Anna-Amalia-Bibliothek in Weimar, Bibliothekar und Geheimer Rat
- Johann Wolfgang Goethe (1749–1832), Dichter und Naturforscher
- Christian Friedrich Schnauß (1722–1797), Beamter und Politiker
- Jakob Friedrich von Fritsch (1731–1814), sächsischer Staatsmann
- Wilhelm von Wolzogen (1762–1809), Geheimer Rat
- Christian Gottlob Voigt (1743–1819), Geheimer Rat